# Geitoneura elia
Geitoneura elia är en fjärilsart som beskrevs av Waterhouse och Charles Lyell 1914. Geitoneura elia ingår i släktet Geitoneura och familjen praktfjärilar. Inga underarter finns listade i Catalogue of Life.